# Puzyry (obwód miński)
Puzyry (biał. Пузыры; ros. Пузыри) – wieś na Białorusi, w obwodzie mińskim, w rejonie miadzielskim, w sielsowiecie Krzywicze.
Miejscowość znajduje się 43 km na południowy wschód od miasta Miadzioł, 150 km od Mińska, 7 km od stacji kolejowej Krzywicze. Do 30 października 2009 r. wieś wchodziła w skład sielsowietu Puzyry.

## Historia
W czasach zaborów wieś w okręgu wiejskim Dziatłowo, w gminie Wołkołata, w powiecie wilejskim, w guberni wileńskiej Imperium Rosyjskiego. W 1865 roku liczyła 151 mieszkańców w 15 domach.
8 lipca 1920 roku pod wsią miała miejsce bitwa wojsk polskich z sowieckimi.
W latach 1921–1945 wieś leżała w Polsce, w województwie wileńskim, w powiecie wilejskim, w gminie Krzywicze.
Według Powszechnego Spisu Ludności z 1921 roku zamieszkiwało tu 260 osób, 29 było wyznania rzymskokatolickiego a 231 prawosławnego. Jednocześnie 31 mieszkańców zadeklarowało polską a 229 białoruską przynależność narodową. Było tu 50 budynków mieszkalnych. W 1931 w 56 domach zamieszkiwało 277 osób.
Wierni należeli do parafii prawosławnej w Kniahininie. Miejscowość podlegała pod Sąd Grodzki w Krzywiczach i Okręgowy w Wilnie; właściwy urząd pocztowy mieścił się w Kniahininie.
W wyniku napaści ZSRR na Polskę we wrześniu 1939 miejscowość znalazła się pod okupacją sowiecką. 2 listopada została włączona do Białoruskiej SRR. Od czerwca 1941 roku pod okupacją niemiecką. W 1944 miejscowość została ponownie zajęta przez wojska sowieckie i włączona do Białoruskiej SRR.
Od 1991 w składzie niepodległej Białorusi.